# Sitara, das Land der Menschheitsseele
Sitara, das Land der Menschheitsseele. Ein orientalisches Märchen – unter diesem Titel hielt Karl May am 8. Dezember 1909 im Augsburger Schießgrabensaal einen Vortrag. Das Manuskript wurde 1989 als Faksimile im Karl-May-Verlag veröffentlicht.

## Inhalt
Das Märchen von Sitara wurde von Karl May im Augsburger Vortrag erstmals geschlossen in der Form formuliert, in der er es dann, etwas abgewandelt, als Einleitung zu seiner Autobiographie Mein Leben und Streben verwendete. Der Stern Sitara ist für ihn das geistige Abbild der Erde und das Leben der Menschen sollte aus dem Streben von Ardistan nach Dschinnistan bestehen. Das Erreichen dieses Ziels ist für May die Lösung der Menschheitsfrage.

## Buchausgaben
2000 wurde der Text in die Gesammelten Werke, Band 81 Abdahn Effendi, aufgenommen.
Aktuelle Ausgaben finden sich in der Bücherdatenbank des Freundeskreises Karl May Leipzig e. V.

## Rezeption
Arno Schmidt in Sitara und der Weg dorthin betrachtete diesen Ort als Symbol für die (homoerotische) Liebeserfüllung, von der Karl May seiner Ansicht nach träumte. Diese Ansicht ist jedoch mittlerweile widerlegt.